# Villerupt
Villerupt település Franciaországban, Meurthe-et-Moselle megyében. Lakosainak száma 10 086 fő (2022. január 1.). Villerupt Audun-le-Tiche, Rédange, Russange, Bréhain-la-Ville, Crusnes, Thil és Tiercelet községekkel határos.

## Népesség
A település népessége az elmúlt években az alábbi módon változott:
| Lakosok száma | 14 797 | 11 465 | 10 070 | 9594 | 9415 | 9552 | 9737 | 10 003 | 10 098 | 10 086 |
|               | 1968   | 1982   | 1990   | 2006 | 2013 | 2015 | 2017 | 2019   | 2020   | 2022   |